# Розділля
Розділля — лемківське село у Польщі, у гміні Ліпінки Горлицького повіту Малопольського воєводства. Населення — 269 осіб (2011).

## Назва
Одна з версій походження назви села каже, що Розділля виникло з південної частини села Ліпінки, заселеної русинами, закріпаченими за волоським правом (через це неправильно трактуються польським істориками як волохи). Через те, що люди різних віросповідань не жили між собою у згоді, і виник «розділ» села на дві половини.

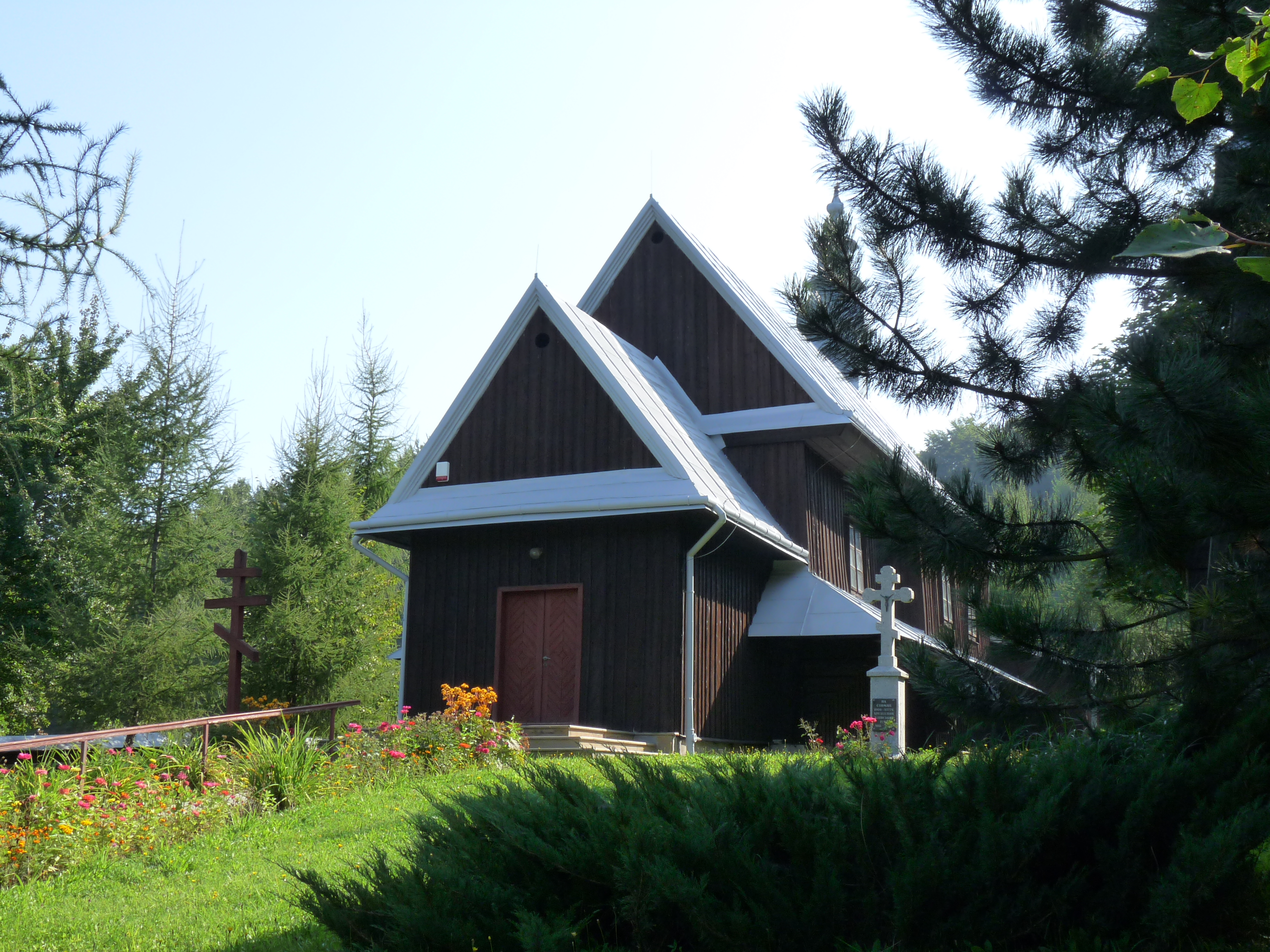
Церква Різдва Пресвятої Богородиці у Розділлю, Польща

## Історія
Вперше згадується в 1530 р. як частина села Липинки. У 1564 р. село закріпачене за німецьким правом. За податковим реєстром 1505 р. в селі наділ землі попа, з якого той платив 60 грошів на рік. Входило село до Сяноцької землі Руського воєводства.
З 1772 р. до 1918 р. у складі Австрії й Австро-Угорщини, провінція Королівство Галичини та Володимирії. На 1900 р. село мало 112 будинків, в ньому проживало 596 осіб.
У 1919—1939 рр. — у складі Польщі. Село належало до Горлицького повіту Краківського воєводства, у 1934—1939 рр. у складі ґміни Ліпінкі. В 1928 р. в селі була заснована москвофільська читальня імені Качковського. На 01.01.1939 в селі було переважно лемківське населення: з 750 жителів села — 710 українців, 20 латинників (усі — в мішаних родинах), 10 поляків і 10 євреїв.
У 1975—1998 роках село належало до Кросненського воєводства.

### Церква
До 1945 р. в селі була греко-католицька парохія Горлицького деканату, до якої належали також села: віддалене на 3 км Липинки і на 10 км — Лібуша та місто Беч за 13 км.
Розділля, Мацина Велика і Вапенне були злучені з початком XIX століття в одну парохію. Пізніше, коли парохи Розділля перенесли по причині лихого стану місцевих приходських будинків свою резиденцію з Розділля до Мацини Великої, тоді й розділецька церква стала дочірньою для церкви в Мацині Великій. Так було до 1914 p., коли Перемиський Епископ Костянтин Чехович грамотою від 3.02.1914 р. заснував у Розділлі самостійну парохіяльну експозитуру Біцького деканату (з 1920 р. — Горлицького). Метрики провадились від 1784 р.

## Демографія
Демографічна структура станом на 31 березня 2011 року:
|          | Загалом | Допрацездатний вік | Працездатний вік | Постпрацездатний вік |
| -------- | ------- | ------------------ | ---------------- | -------------------- |
| Чоловіки | 124     | 27                 | 84               | 13                   |
| Жінки    | 145     | 33                 | 80               | 32                   |
| Разом    | 269     | 60                 | 164              | 45                   |

## Сакральні об'єкти
- Колишня греко-католицька церква Різдва Пресвятої Богородиці у Розділлю, кам'яна, з незвичною для західних міст архітектурою (на даний час римо-католицький костел, який є дочірнім парафії Успіння пресвятої діви Марії у Ліпінках, що входить до деканату Беч, єпархії жешувської). Її виникнення пов'язане з кінцевою стадією будівельної діяльності так званого «Йозефинського періоду». Засновником православної церкви (згідно інформації на збереженій дошці) був Еварист Анджей Куропатніцький. Закладення наріжного каменю відбулося 10 травня 1787 року. У 1927 р. церква була розширена через подовження нефу в західному напрямку так, що від початкового планування збереглися тільки напівкруглі вівтарі, а також східна частина нави.[5]
- Православна Церква Різдва Пресвятої Богородиці у Розділлю, дерев'яна. Перенесли її у Розділля у 1985 зі села Середниця, що на Перемишльських гірських масивах, де вона існувала від 1756 року. Храм підпорядкований Парафії св. Михайла Архангела.

## Друга світова війна
- У другій половині дня 7 вересня 1939 року загін польських солдатів з 1 Полку Стрільців Підгалянських вів у Розділлю запеклу перестрілку з атакуючою з боку Кригу колоною Німців. Під час бою були вбиті німецький офіцер з розвідувального дозору і лемко Стефан Ханаса, житель цього села, що знаходився на службі Польського Війська[6]. Наступного дня німці з помсти підпалили шість будівель у центрі села, обстрілюючи тих, хто біг на допомогу. Таким чином, загинуло вісім жителів села.
- На межі сіл Ліпінки і Розділля 17 серпня 1944 року під час нападу на хати членів української поліції капрал Ян Сайхта з Кригу був важко поранений. Стривожений пострілами німецький загін негайно прибув на місце події і тут, на задньому дворі будинку, добив його.
- Під час окупації в Розділлю загинули: сім'я Кулєрів з 7 осіб, Йосип і Михайло Сівак і п'ятеро дітей з родин циган Сіваків, Петро Драган, Анастасія Тилявська разом з євреєм Йоськом, котрого вона переховувала, та інші.